# Gabriel Cudenet
Pour les articles homonymes, voir Cudenet.
Gabriel Cudenet (* 23 juillet 1894 - † 19 décembre 1948 à Paris) est un homme politique et journaliste français.

## Biographie
Figure de l'aile gauche du Parti radical-socialiste, il préside la Fédération radicale de Seine-et-Oise, il fonde en 1935 le Parti radical-socialiste Camille Pelletan, composante l'année suivante du Front populaire. À la libération, il retourne au Parti radical et se rapproche de son aile droite. Il devient d'ailleurs président du Rassemblement des gauches républicaines en 1947. Il meurt subitement le 19 décembre 1948. Son éloge funèbre est prononcé par Édouard Herriot.

## Mandats parlementaires
- Député de l'Aude de 1946 à 1948.